# Jacques Bernard Hombron
Jacques Bernard Hombron (1798–1852) was een Franse marine-arts en natuuronderzoeker (vooral vogelkundige).
Hombron was in dienst tijdens een Franse ontdekkingsreis tussen 1837 en 1840 bedoeld om de omtrek van Antarctica in kaart te brengen met twee schepen, de Astrolabe en de Zélée. Samen met Honoré Jacquinot beschreef hij nieuwe soorten planten en dieren. Hombron was arts en plantkundige op de Astrolabe en Jacquinot was assistent arts op de Zélée. Een botanisch verslag van de expeditie is gepubliceerd als: Voyage au Pôle Sud et dans l'Océanie sur les corvettes l'Astrolabe et la Zélée ... Botanique / par MM. Hombron et Jacquinot; (2 volumes 1845-1853).
In 1847 publiceerde Hombron een werk in twee delen over zijn avonturen als ontdekkingsreiziger getiteld: Aventures les plus curieuses des voyageurs : coup d'oeil autour du monde. Als eerbetoon aan hem beschreef Charles Gaudichaud-Beaupré in 1841 het plantengeslacht Hombronia (inmiddels opgegaan in Pandanus).
- Bibliothèque nationale de France: cb125502017 (data)
- Author citation (botany): Hombr.
- Gemeinsame Normdatei: 120424649
- International Standard Name Identifier: 0000 0001 1260 9049
- Library of Congress Control Number: nr2007011043
- Nationale bibliotheek van Australië: 59712862
- Nederlandse Thesaurus van Auteursnamen: 268038988
- Réseau des bibliothèques de Suisse occidentale: 02-A012844308
- Système universitaire de documentation: 034784365
- Museum of New Zealand Te Papa Tongarewa: 25239
- Trove: 855031
- Virtual International Authority File: 54261736
- WorldCat: E39PCjKDgWm8DJxwgrMg34pMRq